# Argyresthia glaucinella
Argyresthia glaucinella là một loài bướm đêm thuộc họ Yponomeutidae. Nó được tìm thấy ở châu Âu.
Sải cánh dài khoảng 9 mm. Con trưởng thành bay từ tháng 6 đến tháng 7 tùy theo địa điểm.
Ấu trùng ăn Quercus, Aesculus hippocastanum và Betula.